# Fläckig askbastborre
Fläckig askbastborre (Hylesinus fraxini) är en skalbaggsart som först beskrevs av Georg Wolfgang Franz Panzer 1799.  Fläckig askbastborre ingår i släktet Hylesinus, och familjen vivlar. Arten är reproducerande i Sverige.